# Clément Champoussin
Clément Champoussin (født 29. maj 1998 i Nice) er en cykelrytter fra Frankrig, der er på kontrakt hos XDS Astana Team.